# Haut-Ogooué
Haut-Ogooué är en provins i Gabon. Den ligger i den östra delen av landet, 500 km öster om huvudstaden Libreville. Antalet invånare är 250 799. Arean är 36 547 kvadratkilometer. Haut-Ogooué gränsar till Ogooué-Lolo och Ogooué-Ivindo.
Haut-Ogooué delas in i:
- Bayi-Brikolo
- Djoue
- Djouori-Agnili
- Leboumbi-Leyou
- Lekabi-Lewolo
- Lekoko
- Lekoni-Lekori
- Mpassa
- Ogooué-Letili
- Plateaux
- Sebe-Brikolo

Följande städer (communes) finns i Haut-Ogooué:
- Aboumi
- Akiéni
- Bakoumba
- Bongoville
- Boumango
- Franceville
- Leconi
- Moanda
- Mounana
- Ngouoni
- Okondja
- Onga